# Éjection de masse coronale
Pour les articles homonymes, voir EMC et CME.

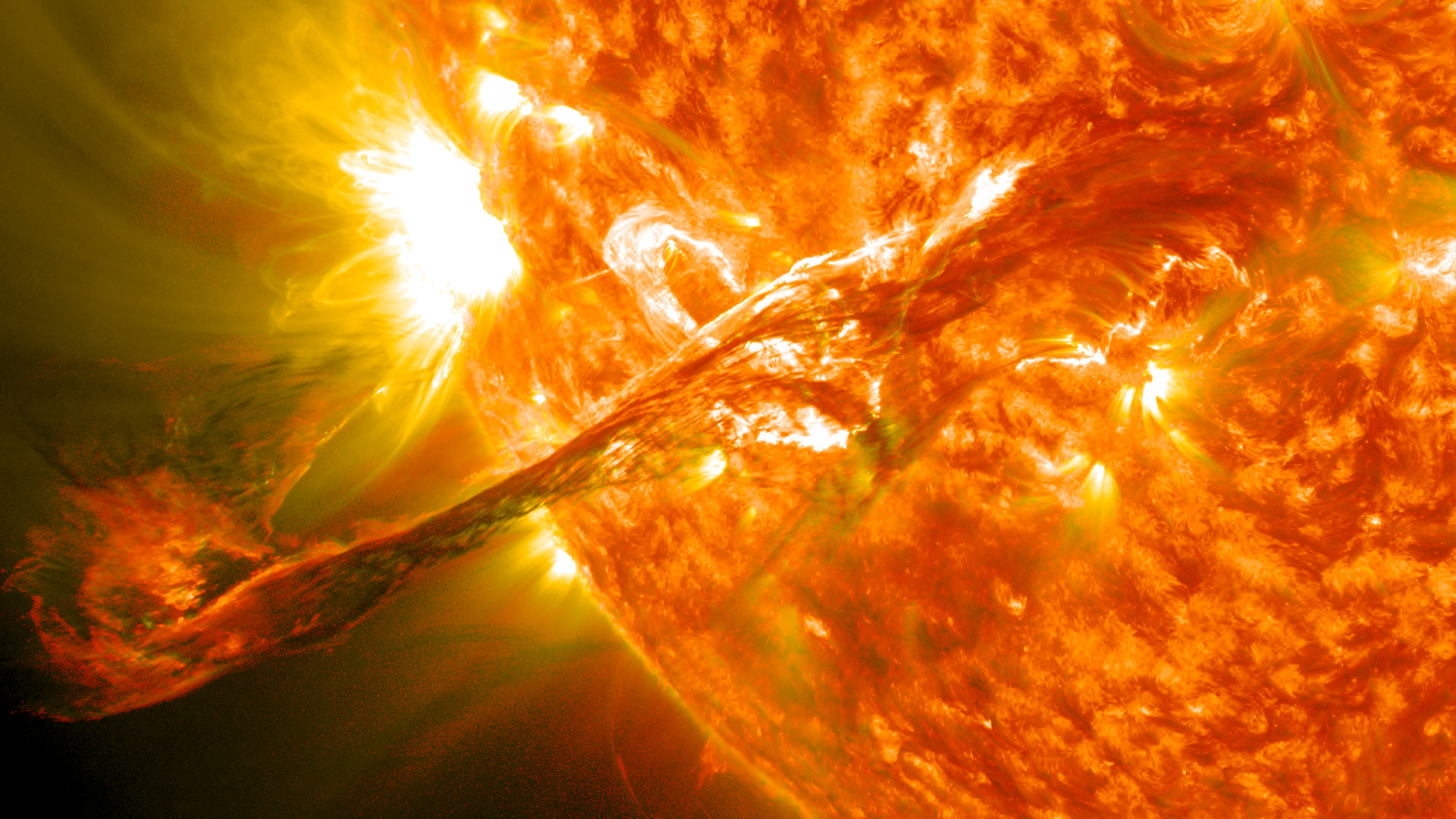
Éjection de masse coronale produite le 31 août 2012.

Une éjection de masse coronale (en abrégé EMC ; en anglais coronal mass ejection, CME) est une bulle de plasma produite dans la couronne d'une étoile (par exemple la couronne solaire).

## Caractéristiques
Elle est souvent liée à une éruption solaire ou à l'apparition d'une protubérance solaire, mais ce n'est pas systématique. Les EMC sont des phénomènes à grande échelle : leur taille peut atteindre plusieurs dizaines de rayons solaires. Elles modifient les caractéristiques du vent solaire, se déplaçant à très grande vitesse dans le milieu interplanétaire (entre 100 km/s et 2 500 km/s) et peuvent parcourir la distance Terre-Soleil en quelques jours (typiquement trois jours).
Le champ magnétique des EMC est très fort : une EMC atteignant la Terre peut donc provoquer des orages magnétiques en interagissant avec le champ magnétique terrestre. On observe alors des phénomènes de reconnexion magnétique et certaines lignes de champs peuvent s'ouvrir, affaiblissant ainsi le « bouclier » magnétique de la Terre. Les EMC jouent donc un rôle clef dans la météorologie solaire.
Pour détecter les EMC, on utilise un coronographe à l'aide duquel on essaie de définir la vitesse et la direction de propagation ainsi que l'étendue de l'EMC.
La fréquence des émissions varie en fonction du cycle solaire. On observe en moyenne une EMC par semaine lors du minimum solaire et deux à trois par jour lors du maximum solaire. Toutefois, seule une petite partie des EMC est dirigée vers la Terre et par conséquent susceptible de provoquer des orages magnétiques. 
Les EMC peuvent aussi causer certains troubles pour les équipements électroniques tels que les téléphones cellulaires, les ordinateurs, les récepteurs de télévision, etc. Ainsi le 23 mai 1967, une puissante éruption solaire accompagnée d'une EMC ont interféré avec les radars du Ballistic Missile Early Warning System du North American Aerospace Defense Command de l'hémisphère nord. Cette interférence avait été initialement interprétée comme un brouillage intentionnel des radars par les soviétiques, un acte considéré comme un acte de guerre. Des bombardiers nucléaires de contre-attaque furent presque lancés par les États-Unis.

## Hors du système solaire
En 2019, est observée pour la première fois une éjection de masse coronale sur une étoile autre que le Soleil, en l'occurrence HR 9024.